# Lithophane semibrunnea
Lithophane semibrunnea là một loài bướm đêm thuộc họ Noctuoidea. Nó được tìm thấy ở Bắc Châu Phi, miền trung và miền nam châu Âu và Trung Đông.
Sải cánh dài 40–44 mm. Con trưởng thành bay vào cuối Mùa thu
Ấu trùng chủ yếu ăn Fraxinus excelsior.

## Hình ảnh

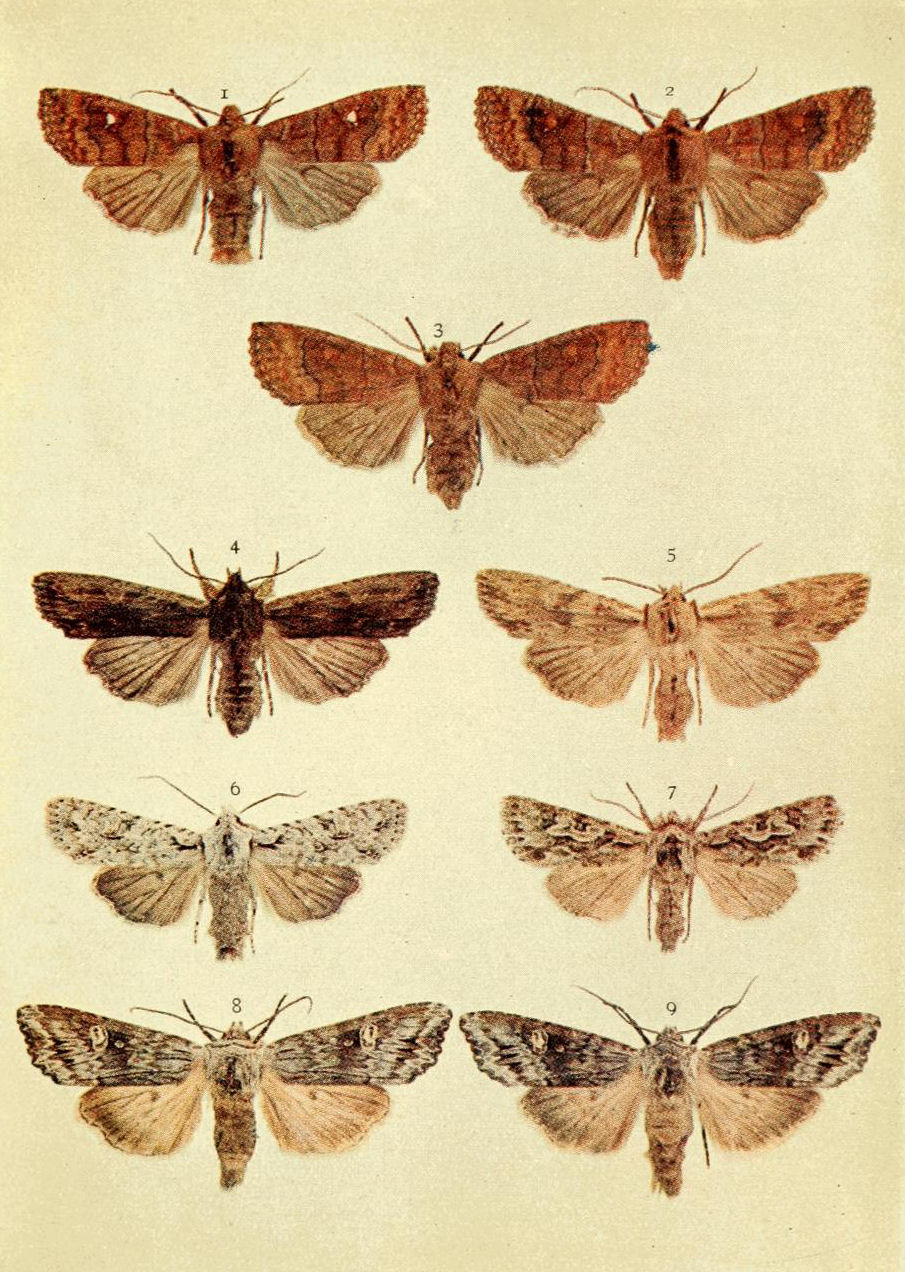